# Wuzhishan
Wuzhishan is een stadsarrondissement in het zuidwesten van de zuidelijke provincie Hainan, Volksrepubliek China.